# Costoanachis
Costoanachis is een geslacht van huidige en fossiele (†) weekdieren uit de klasse van de Gastropoda (slakken).
De typesoort, die Federico Sacco oorspronkelijk beschreef als Columbella turrita, is een fossiele soort uit het midden-Mioceen, ontdekt in Piëmont. De naam Columbella turrita was echter reeds gebruikt in 1832 door G.B. Sowerby I voor een andere soort. George E. Radwin heeft de naam in 1968 vervangen door Costoanachis saccostata.

## Soorten
- Costoanachis albicostata K. Monsecour & D. Monsecour, 2016
- Costoanachis avara (Say, 1822)
- Costoanachis beckeri (G. B. Sowerby III, 1900)
- Costoanachis carmelita Espinosa, Ortea & Fernández-Garcés, 2007
- Costoanachis cascabulloi Espinosa & Ortea, 2004
- Costoanachis floridana (Rehder, 1939)
- Costoanachis geovanysi Espinosa & Ortea, 2014
- Costoanachis hotessieriana (d'Orbigny, 1842)
- Costoanachis indistincta (Thiele, 1925)
- Costoanachis peyrehoradensis Lozouet, 2015 †
- Costoanachis praeterebralis Lozouet, 2015 †
- Costoanachis problematica (Laws, 1944) †
- Costoanachis rudyi Espinosa & Ortea, 2006
- Costoanachis saccostata Radwin, 1968 †
- Costoanachis scutulata (Reeve, 1859)
- Costoanachis semiplicata (Stearns, 1873)
- Costoanachis sertulariarum (d'Orbigny, 1839)
- Costoanachis similis (Ravenel, 1861)
- Costoanachis sparsa (Reeve, 1859)
- Costoanachis stimpsoni (Bartsch, 1915)
- Costoanachis terebralis (Grateloup, 1834) †
- Costoanachis translirata (Ravenel, 1861)